# Корг
Корг (англ. Korg) — персонаж комиксов издательства Marvel Comics, созданный писателем Грегом Паком и художником Карло Пагулаяном. Впервые появился в The Incredible Hulk vol. 2 #93 во время Планеты Халка.

## История публикации
Созданный Грегом Паком и Карло Пагулаяном, Корг был вдохновлён историей происхождения Тора, а позже был связан в The Incredible Hulk #94 с одним из каменных существ, которые сражались с Тором в Journey into Mystery #83, выпущенного в 1962 году.

## Биография
Корг является частью расы Кронанцев, которая встречается в 'Journey into Mystery #83. После его поражения Тору, когда Каменные люди попытались вторгнуться на Землю, Корг стал узником Красного Короля на чужой планеты Сакаар. Его принудили с помощью вживлённого диска к рабству и он был вынужден сражаться за свою жизнь на гладиаторской арене. Корга заставили убить своего брата Маргуса против собственной воли, что продолжает преследовать Корга.
Когда Халк был сослан на планету Красного Короля, Корг стал союзником Халка после того, как он и пять других победили во время одних из гладиаторских боёв, которые являлись на планете формой развлечения. Корг первым позволил группе поговорить друг с другом, и после больших побед в игре Корг стал гладиатором. Все ещё сражаясь вместе с Халком, Корг был частью группы, которая восстала против Красного Короля после того, как Серебряный Серфер использовал свою Космическую силу, чтобы уничтожить диски, которые контролировали рабов. Серфер также был сделан рабом на таком диске, но он был разрушен Халком, когда они были вынуждены сражаться (в экранизации, это был Бета Рэй Билл, а не Серебряный Сёрфер, использовавший способности молнии своего молота Громобоя, чтобы выполнить этот подвиг).
После уничтожения Сакаара Корг убеждает Хироима (который потерял надежду, хочет остаться и умереть), чтобы пойти с ним на космический корабль. Корг был с Халком и другими и сумел победить Чудо-человека. Однако после открытия, что Мик вызвал разрушение Сакаара, Корг и другие выжившие из Боевого Братства сдались Щ.И.Т.у чтобы спастись, когда землетрясения начали разрывать остров Манхэттен, из-за ущерба, причинённого Халком. Работая с членом группы Боевого Братства Хироимом и Земным героем Существом, Корг смог возместить ущерб, нанесённый острову, прежде чем он и его товарищ Боевого Братства отступили в канализацию.
Korg также показан в World War Hulk: Frontline как детектив и сотрудничает с нью-йоркским детективом при расследовании смерти Арч-И-5912. В Avengers: The Initiative в выпуске о Мировой войне Халка, Корг сталкивается со своим страхом, когда Травма приходит спасти своих товарищей-кадетов. Худший страх Корга - бог Грома Тор.
В мини-серии Warbound он помогает в битве против Лидера, который превратил город посреди пустыни в новый Гамма-мир, но ценой Хироима.
Брюс Бэннер призывает Корга помочь, когда Лидер и МОДОК превращают армию и многих героев Земли в «Халков», помогая подчинить их.
Во время Войны хаоса 2010-2011 годов Корг в конечном итоге помогает Халкам и А-Бомбе сражаться с воскрешённым Мерзостью и силами Аматсу-Микабоши. Когда часть Зома Доктора Стрэнджа пробуждается, Аматсу-Микабоши, Марло Чандлер заканчивает использование фрагмента смерти, чтобы воскресить некоторых союзников Халка. Один из них - Хироим, поскольку показано, что у Корга и Хироима были одинаковые отношения (хотя у людей Корга нет отдельных полов).
Во время Второй Гражданской войны Корг был с Боевым Братством, когда они получили сообщение о том, что Брюс Бэннер мертв. Присутствуя на похоронах Брюса Корг заявил, что Халк хотел остаться один и как он хотел союзников, которые были ему как семья.

## Силы и способности
Как и все кронанцы, Корг обладает телом, состоящим из прочного кремниевого вещества, которое предоставляет ему защиту от почти всех форм физического воздействия и придаёт ему скалоподобный облик. В богатых кислородом атмосферах Корг также обладает огромной сверхчеловеческой силой, почти сравнимой с Геркулесом. Его минеральное состояние также предоставляет ему чрезвычайно продолжительный срок службы.
Когда он сражался как гладиатор, он в основном полагался на свою физическую силу и чрезвычайно прочную форму, а не на фактические боевые навыки. Он, однако, опытный военный стратег и непревзойдённый прагматик, постоянно оценивая свою среду, чтобы он мог определить, какие действия необходимы для его продолжения выживания.

## Альтернативные версии

### Marvel Zombies
В Marvel Zombies Return #4 Халк вместе с Боевым Братством достигает луны в надежде начать Мировую войну Халка, но вместо этого встречаются с Зомбированными версиями Гиганта и Бессмертными. В начале битвы Корг взрывается на куски и погибает.

### What if...?
В What if: World War Hulk Корг показан опустошённым, что Мик был убит в результате разрушения Сакаара, не зная, что он был ответственным за уничтожение планеты. Он также участвует в завоевании Земли с Кайерой как королевой.
В What if: World War Hulk Корг и остальная часть Боевого братства была убита после того, как Железный человек не постеснялся использовать лазер и уничтожил Нью-Йорк.
В What if Thor had battled Hulk?, Корг и остальная часть Боевого Братства заканчивает борьбу с Тремя Воинами тех пор, пока не становится известно о предательстве Мика. После того, как Тор успешно рассудился с Халком, Корг ушёл из Боевого Братства, чтобы вернуться в Сакаар, чтобы восстановить его.

## Вне комиксов

### Телевидение
- Корг появляется в мультсериале «Отряд супергероев» в эпизоде «Планета Халка». Озвучен Дэйвом Виттенбергом.
- Корг появляется в мультсериале «Халк и агенты У.Д.А.Р.»  в эпизоде «Лидер планет». Озвучил Джонатан Адамс[9]. Его показывают, что среди жителей Сакаара он контролируется Лидером, поскольку он встречается среди рабов на шахтах Сакаара. Корг обвиняет Скаара за то, что он помог Лидеру покорить Сакаар. Во время революции Красный Халк убедил Корга помочь им освободить Сакаар от Лидера.

### Мультфильмы
- Корг появляется в полнометражном мультфильме «Планета Халка», где его озвучил Кевин Майкл Ричардсон[10].

### Фильмы
Корг появляется в Кинематографической вселенной Marvel, где его сыграл Тайка Вайтити посредством использования захвата движения.
В фильме Тор: Рагнарёк Корг является одним из гладиаторов, вынужденных сражаться друг с другом космическим существам и правителю Сакаара, Грандмастеру. Он говорит вежливым, новозеландским акцентом и говорит, что, естественно, имеет в виду. Когда Тор совершает свой побег, Валькирия освобождает Корга, его друга Мика и остальных гладиаторов, когда они вели восстание против Грандмастера. Он приветствует Локи в их побеге. Корг помогает в эвакуации Асгарда и становится частью экипажа Тора.
В октябре 2017 года продюсер Кевин Файги заявил, что и Корг и Мик появятся в будущем в фильмах «Кинематографической вселенной Marvel высокого уровня».
Затем Корг возвращается в фильме «Мстители: Финал», где он живёт в новом Асгарде на Земле и играет в видеоигры. Также он принимает участие в последней битве с армией Таноса.